# Henry Lascelles (6e comte de Harewood)
Pour les articles homonymes, voir Lascelles.
Henry George Charles Lascelles né le 9 septembre 1882 à Londres et mort le 24 mai 1947 dans le domaine de Harewood House, est un comte de la pairie du Royaume-Uni. Il est 6e comte de Harewood.

## Biographie
Henry George Charles Lascelles, 6e comte de Harewood, est né le 9 septembre 1882 à Londres au 43 Belgrave Square, la maison de son grand-père maternel. Il est le fils aîné de Henry Ulick, le vicomte Lascelles, plus tard le cinquième comte de Harewood (1846-1929). Henry Lascelles est l'époux de la princesse Mary. Il est grand-maître de la Grande Loge unie d'Angleterre de 1942 à 1947 date de sa mort .

## Famille
Il épouse, le 28 février 1922, Mary du Royaume-Uni (1897-1965), fille de George V. Ils ont deux fils :
- George Lascelles,, né le 7 février 1923 et mort le 11 juillet 2011, 7e comte de Harewood.
- Gerald David Lascelles, né le 21 août 1924 et mort le 27 février 1998.

## Distinctions

### Décorations
Britannique:
- Ordre du service distingué (DSO), avec barreau - 3 juin 1918 (barreau - 3 avril 1919)
- Chevalier de la jarretière (KG) - 27 février 1922
- Chevalier de grâce de l'ordre de Saint-Jean de Jérusalem [7] - 1er mars 1923
- Décoration territoriale (TD) - 10 mai 1929
- Chevalier Grand-Croix de l'Ordre royal de Victoria (GCVO) - 1er janvier 1934
- Aide de camp personnel - 1er février 1937 [14]

Étranger:
- Croix de Guerre 1914-1918 (France)
- Grand-croix de l'ordre de Muhammad Ali ( Égypte ) [15]
- Ordre de Saint-Olav (Norvège)